# Alma Mahler
Alma Mahler-Werfel, registrada al nacer como Alma María Margaretha Schindler (Viena, 31 de agosto de 1879-Nueva York, 11 de diciembre de 1964), fue una compositora y editora musical austríaca.

## Biografía
Alma María Schindler nació en Viena, Austria, hija de la cantante Anna von Bergen y del pintor Emil Jakob Schindler, creció en un entorno privilegiado que frecuentaban grandes artistas. Comenzó a estudiar música siendo una niña y con 9 años ya componía y tocaba el piano.
Después de la muerte de su padre en 1892, su madre, se volvió a casar con uno de los últimos discípulos de su marido, Carl Moll. Entre los amigos de su padrastro estaba Gustav Klimt, que le dio su "primer beso" cuando ella tenía 16 años y él 34. Esto hubiera sido una anécdota sin importancia de no haber sido él el autor del cuadro de besos más conocido del mundo, titulado así, El beso. Siendo joven, Alma tuvo una serie de coqueteos, entre ellos uno con Klimt, otro con el director teatral Max Burckhard y también con el compositor Alexander von Zemlinsky.
Se casó con personajes notables del siglo XX: el compositor Gustav Mahler, el arquitecto Walter Gropius y el novelista Franz Werfel.
Según relata Susanne Keegan en su biografía Alma Mahler La novia del viento, la muerte de su padre fue un duro golpe para ella y "del dolor de esa pérdida nació su faceta más independiente y firme". En la sociedad de su época no pasó desapercibida, porque se mostró libre para opinar, siendo una mujer culta y creativa.

### Vida con Gustav Mahler
Conoció al compositor y director de orquesta Gustav Mahler en una cena donde todo eran elogios hacia la obra del compositor bohemio de origen judío, hasta que Alma Schindler expresó su opinión, contraria a la mayoríaː "Tu música no me gusta, no tiene estructura, le falta orden".
Inicialmente ella no se mostró interesada por conocer a Mahler, debido a «los escándalos sobre él y todas las mujeres jóvenes que habían aspirado a cantar en la ópera».Aun así, iniciaron su relación que tras un rápido noviazgo les llevó a casarse el 9 de marzo de 1902, en una ceremonia privada, pese a las diferencias de edad (él era casi 20 años mayor) y la sorpresa familiar y del entorno. Tuvieron dos hijas: María (1902-1907), que moriría de escarlatina complicada con difteria (Alma Mahler culpaba a su marido de haber "tentado al destino" en sus Kindertotenlieder, las Canciones a la Muerte de los Niños), y Anna (1904-1988), futura escultora. Mahler la amó profundamente y del famoso Adagietto de la Sinfonía nº 5, del segundo tema de la Sexta y de pasajes similares en la Octava, se dice que son retratos musicales de ella. Sin embargo, los términos del matrimonio de Alma con Gustav incluían el abandono de sus inquietudes artísticas y musicales para dedicarse plenamente a su matrimonio, siendo así copista y lectora de pruebas de las obras de su esposo. Alma Mahler pronto se arrepintió de dejar sus estudios musicales y escribió en su diario: «Qué duro es ser tan despiadadamente privada de [...] lo más cercano al corazón». El requisito de Mahler de que su vida matrimonial estuviera organizada en torno a sus actividades creativas generó tensiones y precipitaron la rebelión por parte de su esposa.

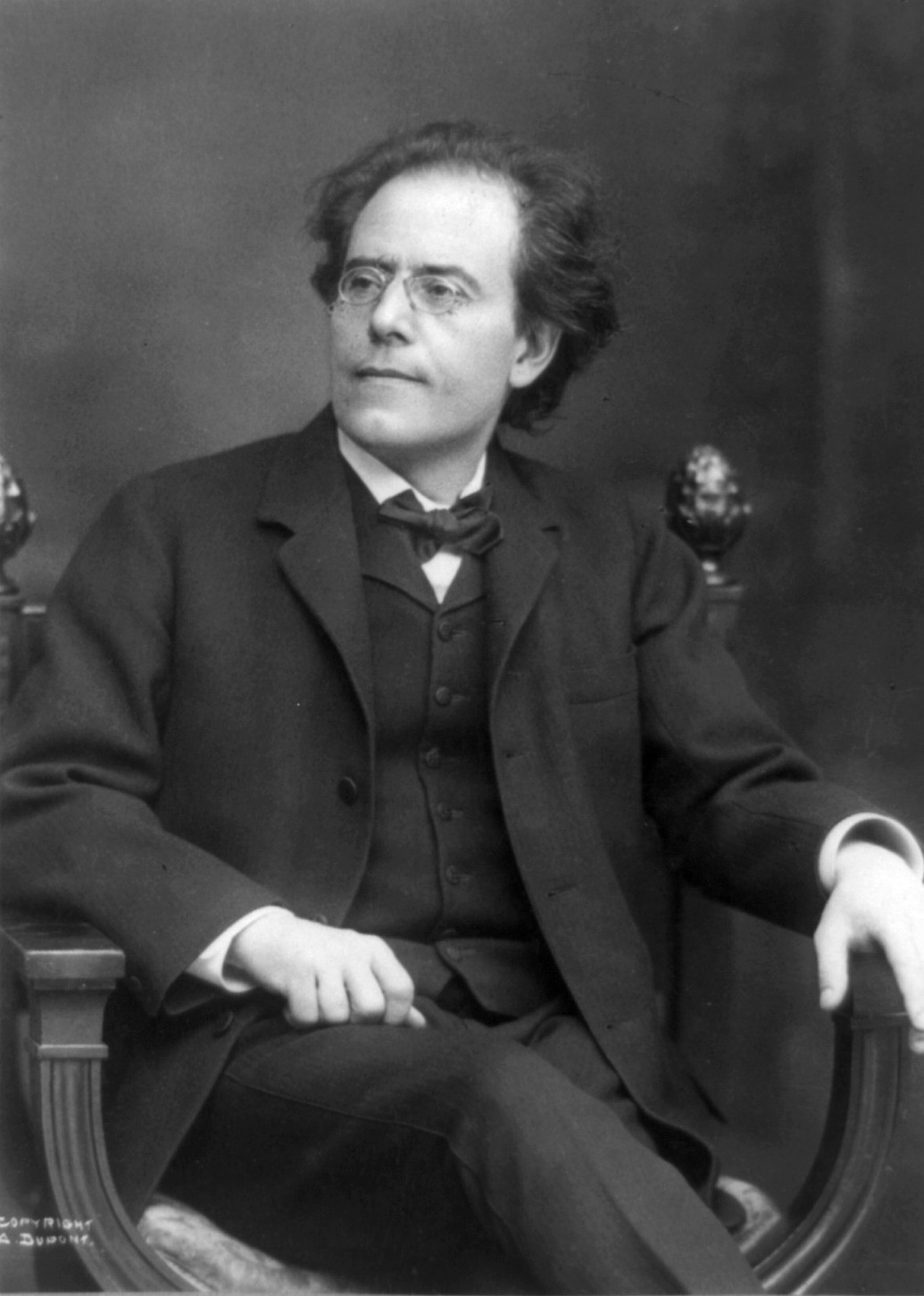
Gustav Mahler en 1909

En el verano de 1910 Alma Mahler fue a reposar a un balneario en Tobelbad, cerca de Graz, en Austria mientras su marido se instalaba en su residencia de verano en Toblach para componer. En este tiempo, conoció al arquitecto Walter Gropius, que años más tarde fundaría la Bauhaus y con quién inició una relación. Al enterarse su marido, le pidió que no le abandonase y además en esa época él recuperó el interés por las composiciones de Alma, pero ya era tarde. Gustav tuvo una consulta médica (una sesión del entonces novedoso psicoanálisis) con Sigmund Freud para indagar en las causas de su estado de ánimo y plasmó su situación emocional en la obra que componía por entonces, la Sinfonía nº 10. Alma y Gustav siguieron juntos hasta la muerte de él, en 1911 pocos meses después de estos acontecimientos.
Alma Mahler encargó al compositor Ernst Krenek que diera toques finales al primer movimiento que ya estaba casi concluido, y contactó con otros músicos para que orquestaran la obra. Al final de su vida, después de oír una grabación preliminar de la versión completa, grabada para la BBC, terminada por el compositor y musicólogo Deryck Cooke, autorizó la edición e interpretación de la Sinfonía.

### Vida con Gropius, Kokoschka y Werfel

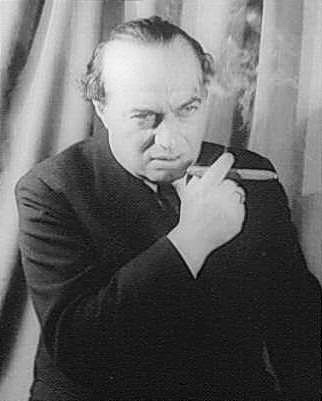
Franz Werfel

Desde 1912 tuvo una relación sentimental con el pintor Oskar Kokoschka, quien la retrató varias veces y que en su Die Windsbraut (La novia del viento) representó su amor por ella.
Temerosa de la pasión de Kokoschka, quien posteriormente encargaría la fabricación de una muñeca idéntica a Mahler, Alma Mahler volvió con Gropius, con quien se casó en 1915. Tuvieron una hija, Manon (1916-1935), que moriría de poliomielitis a los 18 años. El compositor Alban Berg, gran amigo suyo, y que sentía gran cariño por la niña, escribió su famoso Concierto para violín y orquesta "A la memoria de un ángel" en su memoria. Alma se divorció de Gropius en 1920. Se casó con el poeta y novelista Franz Werfel en 1929. 
En 1938, viajó con Werfel, para escapar del Anschluss, dejaron Austria y viajaron a Francia. Tras la invasión alemana y la ocupación de Francia durante la Segunda Guerra Mundial y ante una posible deportación de los judíos a los campos de concentración nazis (Werfel también era judío), abandonaron Francia. Con la ayuda del periodista estadounidense Varian Fry en Marsella, escaparon del régimen nazi en un singular viaje por los Pirineos hasta España y de ahí a Portugal y Nueva York. Se establecieron finalmente en Los Ángeles, donde Werfel logró un singular éxito con su novela La Canción de Bernadette que fue convertida en una película en 1943 con Jennifer Jones como protagonista. Después de la muerte de Werfel en 1945, Alma se instaló en Nueva York, donde llegó a ser un personaje cultural destacado y publicó parte de las cartas de Mahler y sus propias memorias Mein Leben, traducido al inglés And the Bridge is Love (Y el puente es el amor). Su figura sigue siendo el centro de una investigación.

## Entre ciencia y religión

### Alma Mahler, asistente del biólogo Paul Kammerer
En 1911, tras la muerte de Mahler, Alma fue asistente por un tiempo del biólogo y músico vienés Paul Kammerer (1880-1926), quien dos años atrás había comprobado con sus experimentos sobre sapos parteros (Alytes obstetricans) que una característica adquirida estaría siendo transmitida directamente a los descendientes. El amor nació entre ellos y resultó tormentoso. Cuenta la historia que en algún momento de la relación, presa de la fiebre y el arrebato de la pasión, Paul Kammerer le aseguró a la bella Alma que se dispararía a sí mismo frente a la tumba de Gustav Mahler si ella no consentía en casarse con él. Kammerer no insistió mucho en sus amenazas y en la primavera de 1912 la relación llegó a su fin.

### Relación con Johannes Hollnsteiner
En 1932, después de la consagración de Theodore Innitzer como arzobispo de Viena, Alma ofreció una cena a varios dignatarios eclesiásticos, entre los cuales se encontraba el sacerdote Johannes Hollnsteiner, quien era profesor de teología que frisaba los treinta años, a quien muchos consideraban como próximo arzobispo de Viena. 
La relación con el clérigo tomó un giro de gran intensidad desde ese momento, dando cabida a comentarios tales como: "Si los hombres habían compuesto para Alma y la habían pintado, nunca había tenido uno que le dijera una misa".

## Su vida privada
De su biografía se desprende que Alma Mahler en su vida no optó por dedicarse a su propia creación musical debido a la insistencia de uno de sus esposos, Gustav Mahler, por lo que optó por cuidar y promocionar a las personalidades con las que compartió su vida.
Su vida es narrada en la película de 2001 de Bruce Beresford Bride of the Wind, actuando como Alma la actriz Sarah Wynter. El personaje de Alma también aparece en la película Mahler de 1974 dirigida por Ken Russell, con Georgina Hale como Alma.

## La música de Alma Mahler
Desde muy joven, Alma Mahler fue una dotada pianista; estudió composición con Alexander von Zemlinsky en 1897 y escribió 16 lieder antes de cumplir los 20 años.
Como compositora, escribió muy poco, ya que la insistencia de Gustav para que ella no se dedicase a la composición fue tanta, que optó por abandonar la composiciónː
```
El papel del compositor, el papel del trabajador, me corresponde a mí, el tuyo es el de una compañera cariñosa y comprensiva ... Estoy pidiendo mucho, y puedo y se me es permitido hacerlo porque sé lo que tengo para entregar y eso lo que daré a cambio.
[
11
]
```

Debido a que escribió poca música es considerada una figura menor por algunas personas, aunque sus 16 lieder prevalecieron a lo largo de los años y fueron interpretados por diversidad de artistas tanto con acompañamiento orquestal, así como con acompañamiento al piano.
La traducción al español de sus Lieder fue publicada en 2009 por la editorial Hiperion, en conjunto con los Lieder de Gustav Mahler.